# Deal (2008)
Deal is een Amerikaanse speelfilm over poker (Texas Hold 'em) geregisseerd door Gil Cates Jr., die zelf het verhaal schreef samen met Mark Weinstock. Een aantal echte professionele pokerspelers hebben kleine rolletjes als zichzelf, anderen als een personage.

## Verhaal
De jonge amateur-pokerspeler Alex Stillman (Bret Harrison) komt net van school en kwalificeert zich voor een televisie-evenement door op het internet een toernooi van PokerStars te winnen. Daar wordt hij totaal afgedroogd door speelster Karen Jones (Jennifer Tilly), maar ook opgemerkt door oud-pokerprof Tommy Vinson (Burt Reynolds). Deze leert hem zijn spel te verbeteren door hem onder mee te wijzen op het bestaan en gebruik van tells. Vinson probeert Stillman ook wat meer zelfvertrouwen te geven in het omgaan met vrouwen door hem te laten denken dat hij zelfstandig de knappe Michelle (Shannon Elizabeth) versierd heeft aan de bar. Michelle is in werkelijkheid een prostituee die door Vinson is betaald.
Vinson zelf is een grote naam in de geschiedenis van het pokeren. Na twintig jaar geleden flink geld verloren te hebben, beloofde hij zijn vrouw Helen (Maria Mason) nooit meer te spelen, omdat ze hem anders zou verlaten. Het begeleiden van Stillman heeft zijn verlangen naar het spel echter weer doen oplaaien. Wanneer Stillman erachter komt dat Michelle een gehuurde prostituee was, breekt hij per direct met Vinson. Deze besluit daarop zelf voor één laatste keer mee te doen in het WK pokeren van de World Poker Tour. Hij won namelijk nog nooit een WTP-toernooi en wil dit nog eenmaal proberen. Bij de laatste zes komen Vinson en Stillman elkaar aan tafel weer tegen.

## Overige cast
- Gary Grubbs - Mr. Stillman
- Caroline McKinley - Mrs. Stillman
- Dustin Hunter Evans - Jordan Stillman
- Charles Durning - Charlie Adler
- Brandon Olive - Ben Thomas
- Jon Eyez - Mike 'Double Diamond' Jackson
- J.D. Evermore - Tex Button

## Trivia
- Actrices Tilly en Elizabeth zijn regelmatig aan tafel te vinden bij professionele pokertoernooien.
- In de film duiken een aantal echte professionele pokerspelers kort als zichzelf op, waaronder Mike Sexton, Vincent Van Patten, Phil Laak, Antonio Esfandiari, Courtney Friel, Scott Lazar, Isabelle Mercier, Chris Moneymaker, Joe Hachem en Greg Raymer. Gus Hansen en Jennifer Harman zijn te zien op videobeelden.